# Otakar Číla
Otakar Číla, křtěný Otakar Petr (10. března 1894 Nová Paka – 28. března 1977 tamtéž), byl český malíř a legionář.

## Život
Narodil se v Nové Pace v rodině obchodníka Petra Číly. Rodinné zázemí jej přivedlo k výtvarnému umění. Otakar měl deset sourozenců, jeho dva starší bratři Antonín (*1883) a Bohumír (*1885) byli rovněž znamenití malíř. Po dokončení obecné a měšťanské školy ve svém rodišti se vyučil v malířské dílně ak. malíře J. Mühla. V letech 1913–1914 studoval na pražské Akademii výtvarných umění. Studium však byl nucen přerušit a narukovat do vypuknuvší první světové války. V roce 1915 však přešel z rakouské armády do ruského zajetí a v roce 1917 vstoupil do srbských legií. Pro nemoc byl zproštěn služby a vyučoval kreslení na soukromé škole v Dněpropetrovsku. Koncem roku 1917 působil v Jurjevi, kde majiteli tamního panství maloval hrobku a obrazy pro tamní kostel. Roku 1918 se jako legionář dostal k 8. pěšímu pluku, s nímž odcestoval do Penzy. Dále pokračoval po magistrále do Vladivostoku, kde se zúčastnil bitev o město. Další putování jej zavedlo až k Bajkalu a na Ural. Koncem roku 1919 byl v Irkutsku přidělen k typografickému oddělení československého generálního štábu, kde se podle jeho návrhů tiskly peníze pro bělogvardějskou Kolčakovu vládu. V té době rovněž vypracoval návrhy na poštovní známky čs. legií. V roce 1920 Číla odjel na služební cestu do Číny a Indie, kde ilustroval časopis „Times of India“.
Domů se vrátil až v prosinci 1920 v hodnosti nadporučíka a přivezl si značné množství kreseb, skic a obrazů. Tato svá díla pak v roce 1922 vystavoval na vánoční výstavě v Nové Pace a později také v Jičíně. Z armády však odešel, aby pokračoval po nuceně přerušeném studiu na pražské malířské akademii. V letech 1920-1925 se školil v oboru portrétní malířství pod vedením Vratislava Nechleby. Během svého studia získal několik cen za portrétní práce a několik jeho obrazů z cest bylo zakoupeno do Památníku odboje v Praze. V roce 1926 odjel Číla z popudu pražské malířské akademie na studijní cestu do Albánie. Během svého pobytu portrétoval mimo jiných i pozdějšího albánského krále Ahmeda Zogu a rovněž se podílel na výzdobě albánského parlamentu. Podle Čílova návrhu byl zhotoven i nejvyšší albánský řád. Po návratu do vlasti se věnoval portrétní tvorbě, maloval celou řadu oficiálních portrétů a krom toho začal také malovat obrazy s mysliveckými náměty. Pravidelně vystavoval samostatně a rovněž se zúčastňoval i souborných výstav.
Za druhé světové války se Číla zapojil do odbojové činnosti, kdy působil v odbojové skupině Obrana národa a v květnových dnech roku 1945 byl okresním velitelem v Nové Pace. V roce 1949 byl spolu se svým synem Vratislavem zatčen a po vykonstruovaném procesu odsouzen na 20 let do vězení. V roce 1958 byl ze zdravotních důvodů podmínečně propuštěn. Během pobytu ve vězení stále maloval - portrétoval své spoluvězně. Zemřel po těžké nemoci 28. března 1977 v Nové Pace.
Roku 1990 byl plně rehabilitován a v roce 1998 byl in memoriam jmenován Čestným občanem Nové Paky.

## výstavy

### Autorská
- 1922 Otakar Číla: Studie z Indie a Číny – Topičův salon Praha

## Galerie

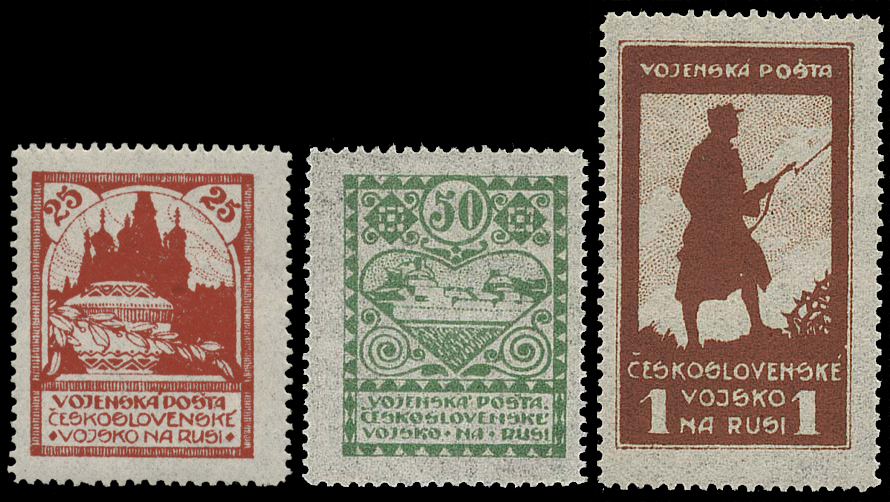
Známky československých legií v Rusku 1919, (autor návrhu Otakar Číla)
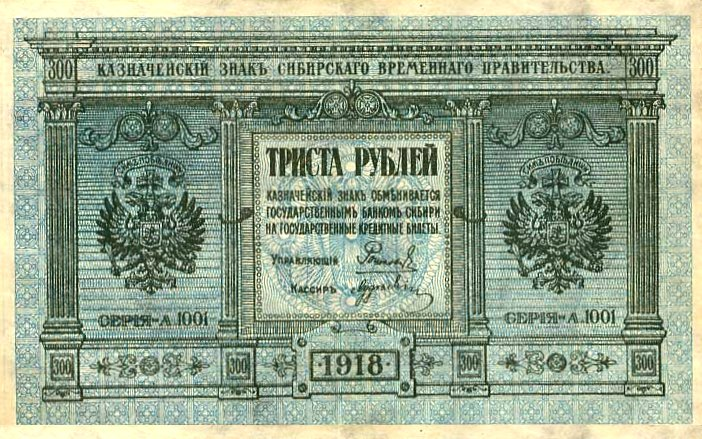
Bankovka s nominální hodnotou 300 rublů, vydaná Kolčakovou vládou